# جورج توپالوویچ
جورج توپالوویچ (صربی: Đorđe Topalović؛ زادهٔ ۱۱ ژانویهٔ ۱۹۷۷) یک بازیکن فوتبال بازنشسته اهل صربستان است که در پست دروازه‌بان بازی می‌کرد.
از باشگاه‌هایی که توپالوویچ در آن بازی کرده‌است می‌توان به باشگاه فوتبال استقلال تهران اشاره کرد که کارنامهٔ وی در این تیم شامل ۶ کلین شیت در ۲۱ بازی از لیگ برتر و ۱ بازی از جام حذفی می‌شود.
وی همچنین در تیم ملی فوتبال زیر ۲۱ سال صربستان بازی کرده‌است.